# Urosigalphus bugabensis
Urosigalphus bugabensis är en stekelart som först beskrevs av Cameron 1887.  Urosigalphus bugabensis ingår i släktet Urosigalphus och familjen bracksteklar. Inga underarter finns listade i Catalogue of Life.